# Batalla de Inates
La batalla de Inates ocurrió el 10 de diciembre de 2019, cuando un nutrido grupo de combatientes pertenecientes al Estado Islámico del Gran Sahara atacó un puesto militar en Inates, región de Tillabéri, Níger. Utilizaron armas, bombas y morteros, matando a más de setenta soldados y secuestrando a otros en uno de los peores ataques en la historia de Níger.

## Fondo
En los meses anteriores, los ataques del Estado Islámico en Malí, Burkina Faso y Níger han empeorado con ataques con armas de fuego a gran escala tanto contra la población civil como contra las fuerzas armadas. En noviembre, hombres armados mataron a más de 50 soldados en el ataque de Indelimane de 2019 en la región de Ménaka, Malí. Una semana después, en Burkina Faso, hombres armados irrumpieron en un convoy de autobuses de los mineros de Boungou, matando a 37 personas, aunque algunos estiman que la cifra de muertos es mucho mayor. Este ataque ocurrió después de un ataque a otro puesto de Níger que resultó en la muerte de tres soldados nigerianos y 14 de los agresores.

## Ataque
Un nutrido grupo de hombres armados irrumpió en la base disparando morteros y disparando a tantos soldados como fuera posible. Entre los atacantes había terroristas suicidas. El portavoz del ministerio afirmó que muchos de los atacantes fueron neutralizados por fuerzas amigas. El ataque mató a 71 soldados e hirió a otros 12. Treinta soldados más seguían desaparecidos tras el ataque. Tras este ataque, el presidente, Mahamadou Issoufou, decidió cancelar su viaje a Egipto.

## Secuelas
El 12 de diciembre, Boko Haram se atribuyó la responsabilidad del ataque a través de su filial local.